# Margaret Rutherford
Margaret Rutherford (Balham (Londen), 11 mei 1892 – Chalfont St. Peter (Buckinghamshire), 22 mei 1972) was een Brits toneel- en filmactrice.
In 1925 debuteerde zij op 33-jarige leeftijd als actrice bij het gezelschap de Old Vic (ook de naam van een theater in Londen). Zij bleek echter niet de aangewezen persoon voor het vertolken van de rol van romantische heldin en legde zich toe op het komische genre en op karakterrollen van excentrieke vrouwen.
Zij speelde onder meer de rol van Miss Prism in The Importance of Being Earnest van Oscar Wilde. 
De films waarin zij speelde waren vaak gebaseerd op haar toneelrollen. Zo volgde in 1952 de verfilming van Wilde's stuk waarin ze dezelfde rol voor haar rekening nam. 
Haar bekendheid heeft ze echter vooral te danken aan haar vertolking van de rol van de amateur-speurneus Miss Marple in vier verfilmde detectiveverhalen van Agatha Christie.
Ook was zij te zien in verschillende gast- en bijrollen, onder andere als Duchess of Brighton in The V.I.P.s (oorspronkelijke titel: Hotel International) uit 1963, waarvoor ze een Oscar kreeg als beste actrice in een bijrol. Haar leidmotief van Miklós Rózsa in deze film is in 1965 gebruikt als thema voor de Vlaamse televisieserie Johan en de Alverman.
In 1967 werd zij geridderd (Dame of the British Empire). Haar autobiografie verscheen in 1972. Zij leed aan het eind van haar leven aan de ziekte van Alzheimer en stierf in datzelfde jaar op 80-jarige leeftijd.

## Filmografie (selectie)
- 1936 - Talk of the Devil (Carol Reed)
- 1941 - Quiet Wedding (Anthony Asquith)
- 1943 - Yellow Canary (Herbert Wilcox)
- 1943 - The Demi-Paradise (Anthony Asquith)
- 1945 - Blithe Spirit (David Lean)
- 1947 - While the Sun Shines (Anthony Asquith)
- 1949 - Passport to Pimlico (Henry Cornelius)
- 1952 - The Importance of Being Earnest (Anthony Asquith)
- 1952 - Miss Robin Hood (John Guillermin)
- 1955 - An Alligator Named Daisy (J. Lee Thompson)
- 1957 - The Smallest Show on Earth (Basil Dearden)
- 1961 - Murder, She Said (George Pollock)
- 1963 - The Mouse on the Moon (Richard Lester)
- 1963 - Murder at the Gallop (George Pollock)
- 1963 - The V.I.P.s (Anthony Asquith)
- 1964 - Murder Most Foul (George Pollock)
- 1964 - Murder Ahoy! (George Pollock)
- 1965 - Chimes at Midnight (Orson Welles)
- 1965 - The Alphabet Murders (Frank Tashlin)
- 1967 - A Countess from Hong Kong (Charles Chaplin)
- 1967 - Arabella (Mauro Bolognini)

## Publicaties
- Margaret Rutherford: Margaret Rutherford:an autobiography, W. H. Allen, 1972
- Dawn Langley Simmons: Margaret Rutherford: A Blithe Spirit, 1982 (biografie)
- Andy Merriman: Margaret Rutherford: Dreadnought with Good Manners, Aurum Press, 2009